# Saint-Germain-Nuelles
Saint-Germain-Nuelles település Franciaországban, Rhône megyében. Lakosainak száma 2252 fő (2022. január 1.). Saint-Germain-Nuelles Chessy, L’Arbresle, Le Breuil, Bully, Châtillon és Fleurieux-sur-l'Arbresle községekkel határos.

## Népesség
A település népessége az elmúlt években az alábbi módon változott:
| Lakosok száma | 2116 | 2171 | 2265 | 2264 | 2262 | 2247 | 2245 | 2252 |
|               | 2013 | 2015 | 2017 | 2018 | 2019 | 2020 | 2021 | 2022 |